# Utako Kobayashi
Utako Kobayashi (jap. 小林 歌子, Kobayashi Utako; * um 1930) ist eine japanische Badmintonspielerin. 

## Karriere
Utako Kobayashi war 1950 erstmals bei den nationalen Titelkämpfen in Japan erfolgreich, wobei sie die Damendoppelkonkurrenz gemeinsam mit Fumiko Endō gewinnen konnte. 1953 und 1956 siegte sie erneut in dieser Disziplin, jedoch jeweils mit neuen Partnerinnen an ihrer Seite.

## Sportliche Erfolge
| Saison | Veranstaltung                | Disziplin   | Platz | Name                             |
| ------ | ---------------------------- | ----------- | ----- | -------------------------------- |
| 1950   | Japan: Einzelmeisterschaften | Damendoppel | 1     | Utako Kobayashi / Fumiko Endō    |
| 1953   | Japan: Einzelmeisterschaften | Damendoppel | 1     | Utako Kobayashi / Tomiko Arakawa |
| 1956   | Japan: Einzelmeisterschaften | Damendoppel | 1     | Utako Kobayashi / Yoshiko Okawa  |

## Referenzen
- Japanische Badmintonmeisterschaften 1947–2004 (Memento vom 28. August 2007 im Internet Archive)
- Annual Handbook of the International Badminton Federation, London, 29. Auflage 1971, S. 222–223

| Personendaten    | Personendaten                 |
| ---------------- | ----------------------------- |
| NAME             | Kobayashi, Utako              |
| ALTERNATIVNAMEN  | 小林 歌子                     |
| KURZBESCHREIBUNG | japanische Badmintonspielerin |
| GEBURTSDATUM     | um 1930                       |